# Sturddlefish

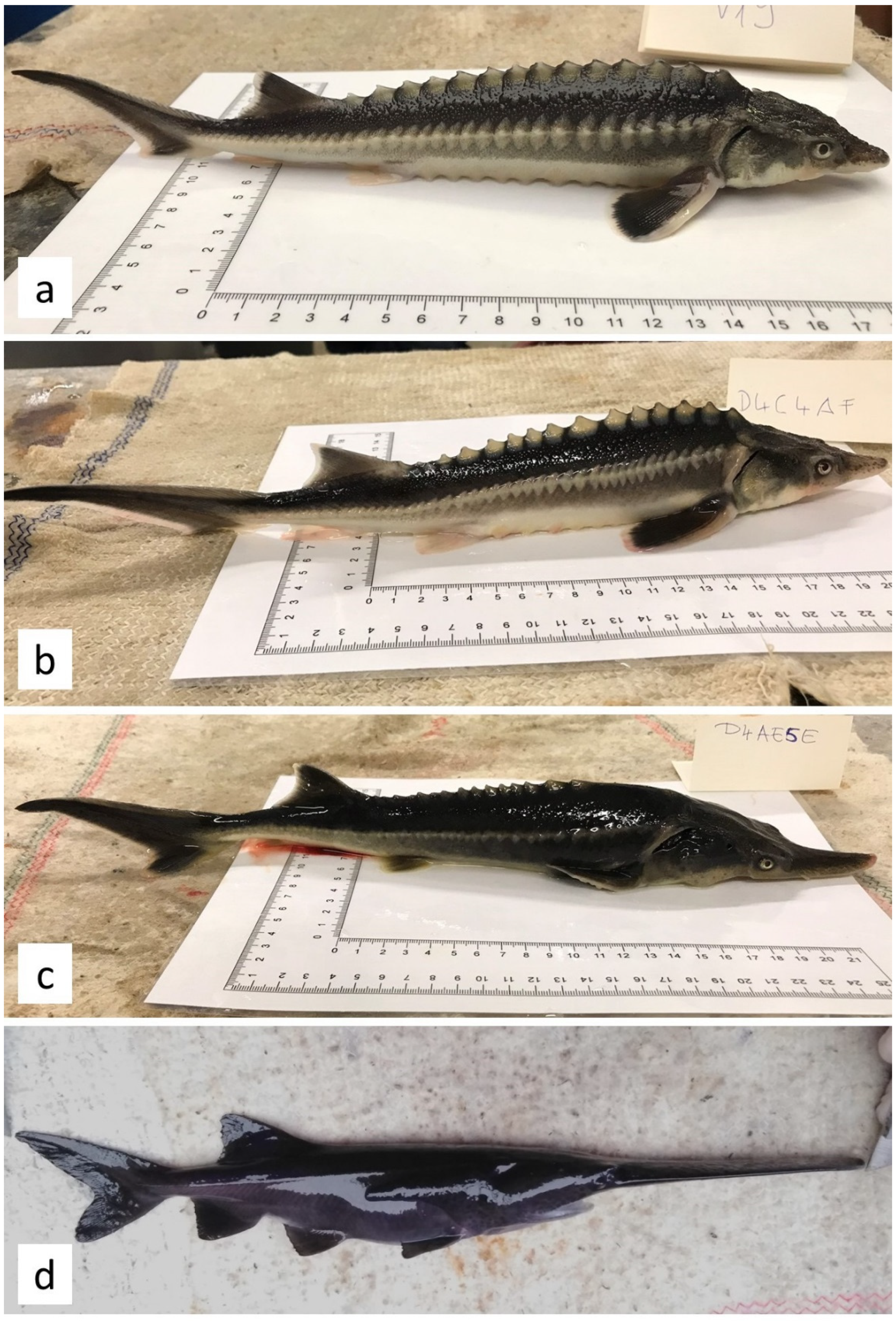
Einjährige Tiere im Vergleich, a: Russischer Stör, b: Hybride (größeres Genom), c: Hybride (kleineres Genom), d: Löffelstör

Der Sturddlefish (Acipenser gueldenstaedtii × Polyodon spathula) ist eine Hybride aus dem Russischen Stör und dem Löffelstör innerhalb der Ordnung der Störartigen (Acipenseriformes). Diese Kreuzung wurde 2019 versehentlich durch ungarische Forscher geschaffen. Bei dem Löffelstör und Russischem Stör handelt es sich um Arten unterschiedlicher Familien, welche seit 184 Millionen Jahren, also seit dem Unterjura, evolutionär getrennt sind; dadurch ist diese Kreuzung äußerst ungewöhnlich.

## Hintergrund
Sowohl der Löffelstör als auch der Russische Stör sind vom Aussterben bedrohte Arten. Die ungarischen Forscher untersuchten daher, ob eine Erhaltungszucht in Gefangenschaft möglich ist. Teil dieser Experimente war das Auslösen von Gynogenese bei beiden Arten. Da frühere Experimente die Unmöglichkeit von Kreuzungen so weit entfernter Familien wie Löffelstöre und Störe nahelegte, wurde hierbei als Kontrollgruppe Sperma des Löffelstörs anstatt des Russischen Störs benutzt. Dass dies zu lebensfähigen Nachkommen führte, war für die Forscher eine Überraschung. Dabei wurden unerwarteterweise hunderte Hybridfische gezeugt, von denen ungefähr zwei Drittel den ersten Monat und ungefähr 100 das erste Jahr überlebten. Stand 2020 lebten alle dieser Hybride in einem Labor in Ungarn.

## Varianten
Anhand der Genomgröße konnten die Hybride in zwei Hauptgruppen unterschieden werden:
- Größeres Genom: Die Erscheinung ähnelt dem Russischen Stör am stärksten. Der Stirnfortsatz ist sehr kurz.
- Kleineres Genom

Beide ähneln in ihrer Erscheinung eher dem Russischen Stör als dem Löffelstör (siehe Bild).
Stand 2020 ist es unwahrscheinlich, dass die Hybriden fruchtbar sind.

## Etymologie
Sturddlefish ist ein Kofferwort, das aus den englischen Namen beider Arten (Russian sturgeon = Russischer Stör bzw. American paddlefish = Löffelfisch) gebildet wurde.